# Tamaguert
Tamaguert (en àrab تمكرت, Tamagart; en amazic ⵜⴰⵎⴰⴳⵔⵜ) és una comuna rural de la província d'Al Haouz, a la regió de Marràqueix-Safi, al Marroc. Segons el cens de 2014 tenia una població total de 10.540 persones.